# Лаготис уральский
Лаго́тис ура́льский (лат. Lagótis uralénsis) — вид двудольных растений рода Лаготис (Lagotis) семейства Подорожниковые (Plantaginaceae). Впервые описан российским ботаником Борисом Константиновичем Шишкиным в 1955 году.

## Ботаническое описание
Голое растение с укороченным вертикальным корневищем. Стебель высотой 15—40 см.
Прикорневые листья черешковые, узко- или широкояйцевидной формы с почти цельным или зубчатым краем; стеблевые листья сидячие, мельче прикорневых, обычно размещены супротивно.
Соцветие колосовидное, плотное, верхушечное; цветки с венчиком грязновато-белого цвета и цилиндрической трубкой.

## Распространение
Эндемик России, известный из Тюменской области, Урала и с европейской части страны. 

## Экология
Произрастает по берегам ручьёв, на сфагновых болотах, в тундрах.

## Природоохранная ситуация
Лаготис уральский занесён в Красные книги Свердловской, Тюменской и Челябинской областей, республик Башкортостан, Коми и Ханты-Мансийского автономного округа.

## Классификация

### Таксономия
Lagotis uralensis Schischk., 1955, Bot. Mater. Gerb. Bot. Inst. Komarova Akad. Nauk S.S.S.R. 17: 381 (1955).
Вид лаготис уральский относится к роду Лаготис (Lagotis) из трибы Veroniceae семейства Подорожниковые (Plantaginaceae) порядка Ясноткоцветные (Lamiales).
Кладограмма в соответствии с Системой APG IV:
|  |                          |  |                                   |                                   |                          |  | еще 23 семейства | еще 23 семейства |                       |  |  |  | ещё 31 подтвержденный вид и 3 вида, ожидающих подтверждения |
|  |                          |  |                                   |                                   |                          |  | еще 23 семейства | еще 23 семейства |                       |  |  |  | ещё 31 подтвержденный вид и 3 вида, ожидающих подтверждения |
|  |                          |  |                                   | порядок Ясноткоцветные            |                          |  |                  |                  | род Лаготис           |  |  |  |                                                             |
|  |                          |  |                                   | порядок Ясноткоцветные            |                          |  |                  |                  | род Лаготис           |  |  |  |                                                             |
|  | клада Цветковые растения |  |                                   |                                   | семейство Подорожниковые |  |                  |                  | вид Лаготис уральский |  |  |  |                                                             |
|  | клада Цветковые растения |  |                                   |                                   | семейство Подорожниковые |  |                  |                  |                       |  |  |  |                                                             |
|  |                          |  | ещё 63 порядка цветковых растений | ещё 63 порядка цветковых растений |                          |  |                  | еще 106 родов    | еще 106 родов         |  |  |  |                                                             |
|  |                          |  |                                   | ещё 63 порядка цветковых растений |                          |  |                  |                  | еще 106 родов         |  |  |  |                                                             |